# Villy-Bocage

Villy-Bocage este o comună în departamentul Calvados, Franța. În 1 ianuarie 2022 avea o populație de 709 de locuitori.